# Podorożnie (hromada Stryj)
Podorożnie (ukr. Подорожнє) – wieś na Ukrainie, w obwodzie lwowskim, w rejonie stryjskim, w hromadzie Stryj. W 2001 roku liczyła 1134 mieszkańców.
Do 1946 roku miejscowość nosiła nazwę Balicze Podróżne (ukr. Баличі Подорожні, Bałyczi Podorożni).
W II Rzeczypospolitej do 1934 samodzielna gmina jednostkowa. Następnie należała do zbiorowej wiejskiej gminy Sokołów w powiecie stryjskim w woj. stanisławowskiem. Po wojnie wieś weszła w struktury administracyjne Związku Radzieckiego.